# Sarojini Naidu
Sarojini Naidu (født 13. februar 1879 i Hyderabad, død 2. marts 1949) var en indisk forfatter, politiker og kvindesagsforkæmper.
Naidu voksede  op i staten Hyderabad, hvor faren var med i etableringen af Nizam College. Hun skrev lyrik og blev kendt for digtene som hun udgav i årene 1905 til 1917. Hun huskes særlig for The golden threshold (1905), The bird of time (1914) og The broken wing (1917).
Naidu var indisk nationalist og deltog i Gandhis ikkesamarbejdsbevægelse, satyagrahakampagne og ikkevoldsbevægelsen. Hun blev valgt til leder i Kongresspartiet i 1925. Hun var partiets første kvindelige leder. Fra 1930 til 1931 deltog hun ved rundebordskonferencen om Indien i London. Da Indien blev selvstændig i 1947, blev Naidu guvernør i Uttar Pradesh.
13. februar 2014 dedikerer Google deres Google Doodle til Sarojini Naidu i anledning af hendes 135-års fødselsdag.